# Alfa Trianguli
Alfa Trianguli (α Tri, Mothallah) – gwiazda w gwiazdozbiorze Trójkąta. Jest odległa od Słońca o ok. 63 lata świetlne.

## Nazwa
Gwiazda ta ma tradycyjną nazwę Mothallah, która wywodzi się od arabskiego ‏رأس المثلث‎ raʾs al-muṯallaṯ, co oznacza „wierzchołek Trójkąta” (stanowi ona ostry południowo-wschodni wierzchołek figury gwiazdozbioru). Po łacinie była też nazywana Caput Trianguli, co ma to samo znaczenie. Choć jej oznaczenie Bayera to Alfa Trianguli, jest ona druga co do jasności w gwiazdozbiorze. Międzynarodowa Unia Astronomiczna zatwierdziła użycie nazwy Mothallah dla określenia tej gwiazdy.

## Charakterystyka
Mothallah jest sklasyfikowany jako olbrzym, choć raczej jest to podolbrzym należący do typu widmowego F. Temperatura jego powierzchni to około 6350 K, o około 10% wyższa niż temperatura fotosfery Słońca. Jest on tylko 13 razy jaśniejszy (niewiele jak na olbrzyma) i ma promień równy około 3 promieni Słońca. Prawdopodobnie gwiazda ta dopiero kończy reakcje syntezy wodoru w jądrze. Ma ona 1,5 razy większą masę niż Słońce, z tego względu jest na dalszym etapie ewolucji, choć jest młodsza – liczy około 2,7 miliarda lat.
Alfa Trianguli to gwiazda spektroskopowo podwójna, której widmo wskazuje na obecność bliskiego, niewidocznego towarzysza o bardzo krótkim okresie obiegu równym 1,74 doby; gwiazdę tę dzieli od głównego składnika zaledwie około 0,04 jednostki astronomicznej. Mothallah (α Tri A) ma także sześciu słabych optycznych kompanów. Składnik B jest odległy o 100,2 sekundy kątowej (pomiar z 2010 r.) i ma obserwowaną wielkość gwiazdową 13,27m, składnik C jest oddalony o 198,5″, ma on wielkość 12,87m, zaś D znajduje się 277,2″ od gwiazdy centralnej i ma wielkość 10,99m (pomiary z 2012 roku). Składnik E dzieli od α Tri A odległość kątowa 146,7″, ma on wielkość 12,35m, składnik F jest oddalony o 229,5″ i ma wielkość 14,22m, a w odległości 12,5″ od tego ostatniego widoczny jest składnik G o wielkości 16,4m (pomiary z 2010 r.).